# Princípio do respeito aos fundos
O princípio do respeito aos fundos (em francês respect des fonds) é um conceito básico da Arquivística elaborado pelo historiador francês Natalis de Wailly.
O conceito de "respeito aos fundos" estabelece que o arquivo produzido por uma entidade coletiva, pessoa ou família não deve ser misturado ao de outras entidades produtoras. De Wailly, que na França foi chefe da Seção Administrativa dos Arquivos Departamentais do Ministério do Interior, inspirou uma circular assinada pelo ministro Duchatel e divulgada a 24 de abril de 1841, que é a "certidão de nascimento" da noção de fundos de arquivos. Eis seus termos: "...reunir os documentos por fundos, isto é, reunir todos os títulos provindos de uma corporação, instituição, família ou indivíduo, e dispor em determinada ordem os diferentes fundos (...) Documentos que apenas se refiram a uma instituição, corporação ou família não devem ser confundidos com o fundo dessa instituição, dessa corporação ou dessa família..."
O evidente valor teórico de tal princípio, não menor que seu interesse prático para a classificação dos arquivos, foi, de imediato, reconhecido pelos arquivistas e historiadores da maioria dos países da Europa, tendo chegado, tardiamente, aos Estados Unidos da América, em princípios do século XX. A sua consagração definitiva se deu somente em 1964, durante o V Congresso Internacional de Arquivos, realizado em Bruxelas.